# Kraljevo
Kraljevo  (tiếng Serbia: Краљево, phát âm [krǎːʎɛʋɔ]) là một thành phố ở trung bộ Serbia bên sông Ibar, cách hợp lưu của sông này với Tây Morava khoảng 7 km. Thành phố Kraljevo có diện tích 1530 km2, dân số là 57.411 người (theo điều tra dân số Serbia năm 2002) còn dân số cả khu tự quản là 121.707 người. Đây là thủ phủ hành chính của quận Raška.

## Khí hậu
| Dữ liệu khí hậu của Kraljevo                      | Dữ liệu khí hậu của Kraljevo | Dữ liệu khí hậu của Kraljevo | Dữ liệu khí hậu của Kraljevo | Dữ liệu khí hậu của Kraljevo | Dữ liệu khí hậu của Kraljevo | Dữ liệu khí hậu của Kraljevo | Dữ liệu khí hậu của Kraljevo | Dữ liệu khí hậu của Kraljevo | Dữ liệu khí hậu của Kraljevo | Dữ liệu khí hậu của Kraljevo | Dữ liệu khí hậu của Kraljevo | Dữ liệu khí hậu của Kraljevo | Dữ liệu khí hậu của Kraljevo |
| Tháng                                             | 1                            | 2                            | 3                            | 4                            | 5                            | 6                            | 7                            | 8                            | 9                            | 10                           | 11                           | 12                           | Năm                          |
| ------------------------------------------------- | ---------------------------- | ---------------------------- | ---------------------------- | ---------------------------- | ---------------------------- | ---------------------------- | ---------------------------- | ---------------------------- | ---------------------------- | ---------------------------- | ---------------------------- | ---------------------------- | ---------------------------- |
| Cao kỉ lục °C (°F)                                | 20.0 (68.0)                  | 23.4 (74.1)                  | 30.3 (86.5)                  | 32.1 (89.8)                  | 34.6 (94.3)                  | 39.2 (102.6)                 | 43.6 (110.5)                 | 41.0 (105.8)                 | 37.3 (99.1)                  | 32.8 (91.0)                  | 28.6 (83.5)                  | 22.0 (71.6)                  | 43.6 (110.5)                 |
| Trung bình ngày tối đa °C (°F)                    | 4.4 (39.9)                   | 7.2 (45.0)                   | 12.4 (54.3)                  | 17.9 (64.2)                  | 22.9 (73.2)                  | 25.9 (78.6)                  | 28.4 (83.1)                  | 28.6 (83.5)                  | 23.7 (74.7)                  | 18.1 (64.6)                  | 10.9 (51.6)                  | 5.4 (41.7)                   | 17.2 (63.0)                  |
| Trung bình ngày °C (°F)                           | 0.3 (32.5)                   | 2.3 (36.1)                   | 6.8 (44.2)                   | 11.8 (53.2)                  | 16.7 (62.1)                  | 19.8 (67.6)                  | 21.8 (71.2)                  | 21.5 (70.7)                  | 16.8 (62.2)                  | 11.8 (53.2)                  | 6.0 (42.8)                   | 1.6 (34.9)                   | 11.5 (52.7)                  |
| Tối thiểu trung bình ngày °C (°F)                 | −3.2 (26.2)                  | −2.0 (28.4)                  | 1.7 (35.1)                   | 5.9 (42.6)                   | 10.5 (50.9)                  | 13.7 (56.7)                  | 15.1 (59.2)                  | 15.0 (59.0)                  | 11.1 (52.0)                  | 6.8 (44.2)                   | 2.0 (35.6)                   | −1.7 (28.9)                  | 6.2 (43.2)                   |
| Thấp kỉ lục °C (°F)                               | −24.0 (−11.2)                | −23.6 (−10.5)                | −14.4 (6.1)                  | −6.3 (20.7)                  | −1.6 (29.1)                  | 2.9 (37.2)                   | 7.0 (44.6)                   | 3.1 (37.6)                   | −1.8 (28.8)                  | −5.6 (21.9)                  | −17.4 (0.7)                  | −19.2 (−2.6)                 | −24.0 (−11.2)                |
| Lượng Giáng thủy trung bình mm (inches)           | 45.1 (1.78)                  | 45.4 (1.79)                  | 52.9 (2.08)                  | 62.6 (2.46)                  | 71.2 (2.80)                  | 92.2 (3.63)                  | 76.8 (3.02)                  | 64.9 (2.56)                  | 59.1 (2.33)                  | 57.3 (2.26)                  | 56.6 (2.23)                  | 56.1 (2.21)                  | 740.3 (29.15)                |
| Số ngày giáng thủy trung bình (≥ 0.1 mm)          | 13                           | 13                           | 13                           | 13                           | 14                           | 13                           | 10                           | 9                            | 10                           | 10                           | 11                           | 14                           | 143                          |
| Số ngày tuyết rơi trung bình                      | 9                            | 9                            | 6                            | 1                            | 0                            | 0                            | 0                            | 0                            | 0                            | 0                            | 4                            | 8                            | 37                           |
| Độ ẩm tương đối trung bình (%)                    | 81                           | 75                           | 69                           | 66                           | 69                           | 70                           | 68                           | 68                           | 74                           | 77                           | 79                           | 83                           | 73                           |
| Số giờ nắng trung bình tháng                      | 57.6                         | 86.6                         | 133.3                        | 160.3                        | 214.3                        | 225.8                        | 267.1                        | 257.5                        | 181.3                        | 137.3                        | 76.8                         | 44.8                         | 1.841,8                      |
| Nguồn: Cơ quan Khí tượng Thủy văn Cộng hòa Serbia |                              |                              |                              |                              |                              |                              |                              |                              |                              |                              |                              |                              |                              |